# 구산중학교 (서울)
구산중학교(龜山中學校)는 대한민국 서울특별시 은평구 구산동에 있는 공립 중학교이다.

## 학교 연혁
- 1981년 12월 9일 : 문교부장관 학교 설립인가
- 1983년 3월 1일 : 초대 정동순 교장 취임
- 1983년 3월 4일 : 제1회 입학식(남자 15학급)
- 1983년 4월 19일 : 개교식
- 1986년 2월 13일 : 제1회 졸업식(남 1,003명)
- 1996년 4월 10일 : 축구부 창단
- 2001년 3월 1일 : 서울특별시교육청 지식정보화 선도학교 운영
- 2003년 6월 21일 : 정보관 개관
- 2022년 9월 1일 : 제14대 이창건 교장 취임
- 2023년 2월 8일 : 제38회 졸업식(졸업생 232명, 누계 18,434명)
- 2023년 3월 2일 : 제41회 입학식(입학생 198명)
- 2023년 4월 19일 : 개교 40주년

## 참고 자료
- 구산중학교 - 한국교육학술정보원 학교알리미